# Sarbāz (ort i Iran)
Sarbāz (persiska: Qal‘ eh-ye Sarbāz, سرباز) är en ort i Iran.   Den ligger i provinsen Sistan och Baluchistan, i den sydöstra delen av landet, 1 400 km sydost om huvudstaden Teheran. Sarbāz ligger 900 meter över havet och antalet invånare är 1 047.
Terrängen runt Sarbāz är kuperad åt sydväst, men åt nordost är den platt. Sarbāz ligger nere i en dal. Runt Sarbāz är det mycket glesbefolkat, med 7 invånare per kvadratkilometer. Det finns inga andra samhällen i närheten. Trakten runt Sarbāz är ofruktbar med lite eller ingen växtlighet.